# Tom Moorcroft
Thomas James Moorcroft (Bournemouth, 13 de fevereiro de 1990) é um ator inglês.
Thomas participou de quatro musicais, duas peças de teatro e um filme. No filme Harry Potter e o Enigma do Príncipe fez uma participação pequena, como o personagem Regulus Black. Também participou de vários musicais, como O Mágico de Oz.

## Histórico de trabalhos
- 2010 - Harry Potter e as Reliquias da Morte
- 2009 – The Music Man
- 2009 – Harry Potter e o Enigma do Príncipe
- 2008 – O Mágico de Oz
- 2007 – Video Game Launch
- 2007 – Romeu e Julieta
- 2007 – Annie
- 2007 – Oliver